# Deva (hinduísmo)
Devas são deuses regentes da natureza no Hinduísmo. O nome deriva da raiz sânscrita div, que significa resplandecente, brilhante, aludido à sua aparência luminosa. Como adjetivo significa algo divino, celeste, glorioso. São liderados por Indra, deus do céu e rei dos deuses.